# Металлургия Азербайджана
В Азербайджане присутствуют обе отрасли металлургии: чёрная и цветная.

## История
В начале XX века в Баку действовал чугунолитейный и механический завод Бартдорфа. Декретом АзРевКома № 86 от 9 июля 1920 года завод был национализирован.

## Чёрная металлургия
В чёрную металлургию Азербайджана входит выплавка чугуна, стали, добыча и очистка железной руды. Города Баку, Сумгаит и Дашкесан являются крупными центрами металлургии. Помимо месторождений железной руды в Дашкесане действует рудоочистительный комбинат, функционирующий с 1954 года. На Сумгаитском трубопрокатном заводе изготавливаются трубы и прокаты. Объём производства проката — 700 тыс. тонн в год, труб — 540 тыс. тон в год.
Действуют заводы по переработке металла. Бентонит и глина, добываемые в селе Даш Салахлы Газахского района используется в выплавке стали.
В 2001 году открыто «Baku Steel Company», крупнейшее металлургическое предприятие Азербайджана. Занимается выплавкой стали, производством строительной арматуры, квадратных биллетов, угольников. Ежегодный объём производства стали — 1 млн. тон.
23 апреля 2013 года создано ЗАО «Азербайджанский комплекс по производству стали». ЗАО осуществляет управление комплексом по производству стали на территориях города Гянджа и Дашкесанского района на этапах от добычи железной руды до производства стали. В его состав включено предприятие «Daşkəsən Filizsaflaşdırma».

### 2024
В 2024 году экспортировано 97,6 тыс. тонн чёрных металлов и изделий из них на сумму 91,7 млн долл. США (0,35 % от общего объема экспорта и 2,73 %от ненефтяного экспорта). Импортировано 1,04 млн тонн чёрных металлов и изделий из них на сумму 1,2 млрд долл. США.
Из них экспортировано 72,6 тысячи тонн алюминия и изделий из него на сумму 197,2 млн долл. США (0,74 % от общего объема экспорта и 5,88 % от ненефтяного экспорта). Импортировано алюминия и изделий из него на сумму 173,6 млн долл. США.

## Цветная металлургия
Цветная металлургия наиболее развита в Гянджа — Газахском и Нахичеванском регионах, а также на Абшеронском полуострове. Имеются запасы алунита, молибдена, ртути для развития цветной металлургии.
Переработка цветных металлов осуществляется на Сумгаитском, Гянджинском алюминиевых заводах. Действуют Бакинский и Гянджинский заводы по переработке цветных металлов, Сумгаитский алюминиево-прокатный завод.
Сумгаитский завод стал первым предприятием цветной металлургической промышленности в Азербайджанской ССР. Его строительство началось в 1949 году, а первый металл был получен в 1955 году.
На Гянджинском заводе, благодаря Залийскому месторождению в Дашкесане, производят серную кислоту, оксид алюминия, калиевые удобрения. Оксид алюминия также производится в Сумгаите.
В Баку действует завод по производству металлических изделий из стружек.
В феврале 2015 года в Азербайджане создана компания «AzerGold», которая занимается исследованием, разведкой, добычей, переработкой и продажей драгоценных и цветных металлов.

### Добыча золота
Впервые добыча золота началась в 2009 году в Гедабеке. В 2013 году началась добыча золота на месторождении «Гоша», в 2015 году — на месторождении «Гадир», в 2017 — на месторождении «Угур». 
В 2017 году ЗАО «AzerGold» начало добычу золота на месторождении «Човдар». В 2017 году было добыто 6 390.8 кг золота, что превысило объём добычи 2016 года в 3.4 раза. В январе — мае 2018 года добыча золота составила 2 081.7 кг, что превысило данные 2017 года на 19,5 %.
За период с 2017 по 2023 год «AzerGold» было добыто и реализовано на внутреннем и внешнем рынке 416 тысяч унций золота.
Британская компания «Anglo-Asian Mining» в первом квартале 2018 года добыла 16,479 тысяч унций золота , что превысило добычу в том же квартале 2017 года на 49 %.
На январь 2024 года осуществляются геологические исследования на месторождении золота «Ортакенд» в Джульфинском районе. По предварительным данным, на месторождении содержится 424 тыс. унций извлекаемого золота.
За январь — октябрь 2023 года в стране было произведено 2131,2 кг золота.
За январь — октябрь 2024 года в стране было произведено 2167,1 кг золота.
В марте 2025 года начата добыча золота с месторождения «Гилар». Месторождение расположено в Кедабекском районе. Содержит более 255 000 унций золота.

### Добыча серебра
За период с 2017 по 2023 год «AzerGold» было добыто и реализовано на внутреннем и внешнем рынке 853 тысячи унций серебра.
За январь — октябрь 2023 года в стране было произведено 3390,2 кг серебра.
За январь — октябрь 2024 года в стране было произведено 2703,2 кг серебра.

### Добыча меди
В конце XIX века немецкая компания Siemens приобрела Кедабекское месторождение. В 1883 году был построен медеплавильный завод Братьев Сименс.
На 2025 год разработкой месторождений меди занимается компания «Anglo Asian Mining». Основными месторождениями являются Кедабекское месторождение и месторождение «Гоша». 
Планируется разработка месторождений «Гарадaг», «Хархар» и «Дамирли», а также Филизчайского месторождения полиметаллов.
Азербайджан осуществляет экспорт медный концентрат. Готовая продукция производится лишь на заводе «Sumgait Technologies Park» («STP»).
На январь 2024 года осуществляется оценка запасов на медно-порфировом месторождении «Гёйдаг» Джульфинского района.
В марте 2025 года с месторождения «Гилар» также начата добыча меди. Запасы меди составляют около 54 000 тонн.

## Крупные металлургические предприятия
- Сумгаитский алюминиевый завод
- Гянджинский алюминиевый завод
- «Bakı Poladtökmə»
- Baku Steel Company[азерб.]
- Азербайджанский трубопрокатный завод («Azərboru»)
- ЗАО «AzerGold»
- ЗАО «Global Construction»
- ЗАО «Atahan Dəmir Sənaye»
- Daşkəsən Filizsaflaşdırma
- «Azərqızıl»